# Andre Harrell
Andre O'Neal Harrell (Bronx, 26 settembre 1960 – West Hollywood, 8 maggio 2020) è stato un produttore discografico e rapper statunitense.

## Biografia
Harrell nacque nel Bronx, New York. Ancora teenager, fondò insieme all'amico Alonzo Brown un gruppo hip hop, chiamato Dr. Jekyll (Harrell) and Mr. Hyde (Brown). Il gruppo ottenne un certo successo con Genius Rap, Fast Life e AM/FM. Nonostante ciò, Harrell continuò i suoi studi al Lehman College e prese un diploma in comunicazione e business management, sognando di diventare un newscaster. Dopo tre anni lasciò il college, a cui nel frattempo si era iscritto, e iniziò a lavorare per una radio locale.
Nel 1983, Harrell incontrò Russell Simmons, fondatore della Rush Communications. Nel giro di due anni ne divenne vicepresidente e general manager. Dopo alcuni anni, Harrell lasciò l'azienda e fondò la Uptown Records, con la quale scoprirà e metterà sotto contratto Sean "P-Diddy" Combs. Nel 1988, Mary J. Blige incise una cover di Caught Up In the Rapture di Anita Baker, in uno studio di registrazione locale. Il compagno della madre fece sentire la registrazione a Jeff Redd, A&R per la Uptown Records, il quale la portò ad Andre Harrell. Mary J. Blige divenne così la prima artista donna della label, nonché l'artista più giovane.
Nel 1988, ad Harrell venne offerto un contratto di distribuzione con la MCA Music Entertainment Group, e dopo numerose uscite di successo, nel 1992 la MCA gli offrì un contratto multimediale, che oltre all'aspetto musicale prevedeva film e produzioni televisive. La Uptown Records diventò di conseguenza Uptown Entertainment, e le sue registrazioni vennero utilizzate dalla Universal Pictures e dalla Universal Television. 
Nel 1994, Harrell ebbe un figlio, chiamato Gianni in onore dello stilista Gianni Versace. 
Nel 1995 Harrell divenne CEO della Motown Records.